# ConceptDraw Project
ConceptDraw PROJECT — однопользовательское проприетарное программное обеспечение для управления проектами для операционных систем семейства Windows и macOS, разработанное компанией CS Odessa.
Поддерживаются основные возможности по ведению проектов и созданию отчётов, реализованы функции по управлению несколькими проектами с общими или раздельными ресурсами при помощи мультипроектной системы управления проектами. Представление проектной информации реализовано в виде диаграмм Ганта и иерархического списка задач. Отчёты реализуется посредством диаграмм, интеллект-карт или электронных таблиц (в формате Microsoft Excel). Для визуального мониторинга текущего состояния проектов реализованы панели индикаторов.
Возможности интеграции приложений в составе пакета ConceptDraw OFFICE поддерживают обмен данными между проектами ConceptDraw PROJECT, интеллект-картами ConceptDraw MINDMAP и диаграммами ConceptDraw DIAGRAM. Импорт данных возможен из текстовых форматов, файлов Microsoft Project, Microsoft Excel и Mindjet MindManager; экспорт — в Microsoft Project, Microsoft Excel, Adobe PDF, графический формат PNG и текстовый TXT.